# Prazozin
A prazozin (használt márkaneve többek közt a Minipress) a hypertensio, a prosztata-hipertrófia és a poszttraumás stressz-szindrómával (PTSD) kapcsolatos rémálmok kezelésére használt gyógyszer. α1-blokkoló. Kevéssé preferált magasvérnyomás-gyógyszer. Használják még szívelégtelenség és Raynaud-szindróma ellen. Bevitele per os történik.
Gyakori mellékhatásai szédülés, álmosság, émelygés és szívpalpitatio. Súlyos mellékhatásai lehetnek az ortostatikus hypotensio és a depresszió. Az α1 adrenerg receptor inverz agonistája. Az erek dilatatiójával csökkenti a vérnyomást, a prosztata-hipertrófiát a húgyhólyag kifolyásának könnyítésével csökkenti. A PTSD elleni hatása nem teljesen ismert.
1965-ben szabadalmaztatták, és 1974-től használják gyógyszerként. Generikus gyógyszerként elérhető. 2021-ben a 183. leggyakrabban receptre felírt gyógyszer volt az Amerikai Egyesült Államokban több mint 2 000 000 recepttel.

## Orvosi használat
A prazozin az orális bevitel után kevéssel hatni kezd, a szívfunkciókra ekkor kevéssé hat α1-receptorokhoz való kötési szelektivitása miatt. A prazozin tartós használata esetén azonban nőhet a szívfrekvencia és -kontraktilitás a kezelés előtti vérnyomás fenntartása végett, mert a test általában már elérte a magas vérnyomás melletti homeosztázist. Vérnyomáscsökkentő hatása hosszú távon jelentkezik: a szívfrekvencia és -kontraktilitás idővel visszacsökken, és a vérnyomás is elkezd csökkenni.
Antihipertenzív jellemzői miatt másodvonalbeli választás a hypertensio kezelésére.
Emellett a jóindulatú prosztata-hiperplázia miatti akaratlan vizelet-visszatartást is kezeli az α1-receptorok blokkolásával, melyek a prosztata és a húgycső kontrakcióját is irányítják. Bár nem első vonalbeli a hypertensio vagy a jóindulatú prosztata-hiperplázia ellen, választható a kettővel együtt élő páciensek számára.
Az 1990-es években leszerelt katonákon végzett vizeletvisszatartás-kezelési kísérletben Murray A. Raskind et al. felfedezték, hogy a prazozin csökkentheti a rémálmok gyakoriságát. Későbbi elemzések igazolták hatékonyságát az alvásminőség javításában és a poszttraumás stressz-szindrómával kapcsolatos rémálmok gyakoriságának csökkentésében.
Off-label használják az insomnia kezelésére szedatív hatásai miatt. A prazozin az α1 adrenergic receptorok inverz agonistája, melyek expressziója a noradrenerg neuronokkal való dendrites szinapszisokon történik az agyban. Egyes központi idegrendszeri noradrenerg utak az emelkedő retikuláris aktiváló rendszer részei, mely stimuláció hatására erősíti az izgatottságot. A prazozin inhibeálja a e rendszer noradrenerg útjainak kimenő neuronjait, szedációt okozva.
Gyakran használják súlyos Hottentotta tamulus-csípések ellen is.

## Mellékhatások
Gyakori (4–10%) mellékhatásai szédülés, fejfájás, álmosság, fáradtság, gyengeség, palpitatio és az émelygés. Ritkább (1–4%) mellékhatásai például hányás, diarrhoea, constipatio, ödéma, ortostatikus hypotensio, diszpnoé, ájulás, szédülés, depresszió, nasalis congestio és exantema. Nagyon ritka mellékhatása például a priapizmus. Egy, a prazozinnál is megfigyelt jelenség az „elsődózis-válasz”, ahol a gyógyszer mellékhatásai – például az ortostatikus hypotensio, az álmosság és a szédülés – különösen erősek az első dózisnál.
Az ortostatikus hypotensiót és az ájulást elsősorban az aktív α-receptorok nélküli vérnyomáskontrollra való csekély képesség okozza. A nasalis congestiót a testhelyzetváltozások erősítik, mivel ezt is az α1 adrenerg receptorok irányítják, így az α-blokkolók ezt is inhibeálják, hasonlóan ahhoz, ahogy az α-agonisták ellenkező hatást váltanak ki, vagyis dekongesztánsok.

## Farmakológia

### Farmakodinamika
A prazozin α1-blokkoló, mely nem szelektív inverz agonistaként hat az α1 adrenerg receptorokon, például az α1A, α1B és α1D adrenergreceptor-típusokon. Ezekhez Ki=0,13–1, 0,06–0,62, illetve 0,06–0,38 nM affinitással köt. Affinitása sokkal kisebb az α2 adrenerg receptorhoz (Ki=210–5012 nM az α2A, 13–398 nM az α2B és 10–200 nM az α2C adrenerg receptornál). Az α1 receptorok a vascularis simaizomban találhatók, ahol a noradrenalin vasoconstrictio-előidéző hatását okozzák, valamint a központi idegrendszerben. Az α1-adrenerg receptorok ezenkívül immunsejteken is ismertek, ahol a katekolamin-kötés stimulálhatja a citokintermelést.

### Farmakokinetika
Hatása 30–90 perc után kezdődik, felezési ideje 2–3, hatástartama 10–24 óra.

## Kutatás
A prazozin az egyetlen ismert szelektív α1-blokkoló, melyet az insomnia kezelésében jelentős mértékben használtak. E célra 1–12 mg-os dózisban használják. A β-blokkoló timolollal együtt jelentősebb szedatív hatása lehet, mint bármelyiküknek önmagában.
A prazozin megakadályozza a halált a citokinvihar állatmodelljeiben. Újrahasznosított gyógyszerként vizsgálták a Covid19 komplikációi és a citokinvihar-szindróma ellen, ahol feltehetően csökkenti a citokin-diszregulációt.

## Fordítás
Ez a szócikk részben vagy egészben  a   Prazosin című angol Wikipédia-szócikk ezen változatának fordításán alapul.  Az eredeti cikk szerkesztőit annak laptörténete sorolja fel. Ez a jelzés csupán a megfogalmazás eredetét és a szerzői jogokat jelzi, nem szolgál a cikkben szereplő információk forrásmegjelöléseként.